# Lafonia

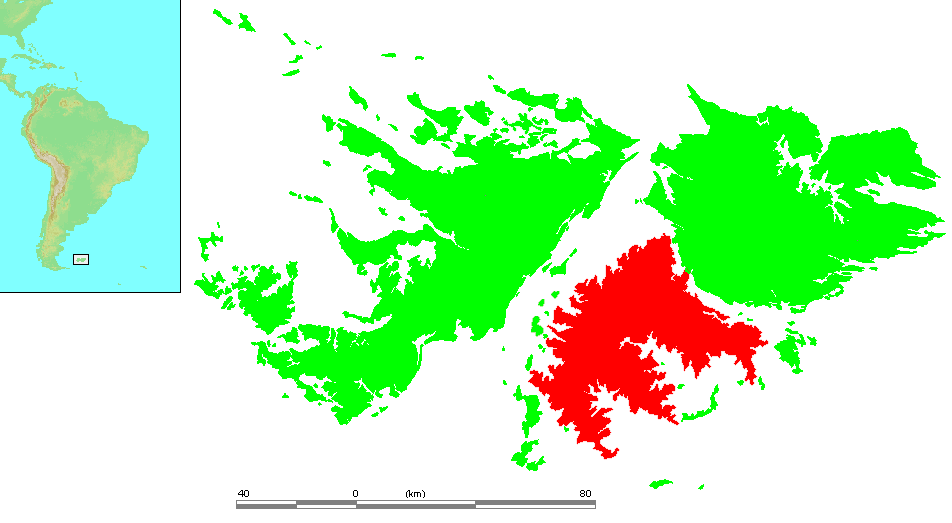
Localização da Lafonia nas Ilhas Malvinas.

Lafonia é uma península que constitui a parte sul da Malvina Oriental, a maior do arquipélago das Malvinas.

## Ligação externa
- «Pictures of Lafonia and other parts of Falklands, Falkland Islands Gallery» (em inglês)
- «Mapa das Ilhas Falklands com a localização da penísula Lafonia»